# Kerygma
Kerygma (von altgriechisch κήρυγμα kérygma „Bekanntmachung“, „Predigt“; Verb κηρύσσω) steht für die christliche Predigt. Angelehnt ist der Begriff an den Ausdruck aus dem Neuen Testament. Dort tritt die Wortfamilie vor allem in den Paulusbriefen und im Evangelium nach Markus auf. Beide Autoren verwenden dieses Wort in der Bedeutung von Verkündigung des Evangeliums. Das Kerygma, das für die ganze Welt bestimmt ist, besteht aus der „Proklamation von Kreuz und Auferstehung Jesu“. Das Kerygma auf eine Weitergabe von Glaubensformeln zu reduzieren, greift jedoch zu kurz. Es ist das „aktuell ihre Adressaten treffende […] Wort, in dem sich Gottes rettende Gerechtigkeit Bahn bricht“. Dieser personale Charakter des Kerygmas zeigt sich auch in der Variation „Christus verkündigen“ statt der traditionellen Fassung „das Evangelium verkündigen“ (vgl. 1 Kor 1,12 , Phil 1,15 , Apg 8,5 ).

## Systematische Einordnung
Die folgenden Elemente sind für die Charakterisierung des Kerygmas fundamental: der Ursprung, die Weitergabe, der Inhalt, die Form und der Empfänger. Der Ursprung des Kerygmas ist Gott bzw. sein Handeln durch Jesus Christus; in der kirchlichen Weitergabe des Evangeliums aktualisiert sich Gottes Handeln. Inhalt ist die „Selbstmitteilung Gottes“, die die Menschwerdung des Logos, Jesus Christus, selbst meint. Somit ist der Inhalt für die Form bestimmend. Durch das Wirken des Heiligen Geistes wird die Verkündigung demjenigen offenbar, der sie im Glauben annimmt. Die Form hat „performativen Charakter: Als ‚gefährliche Erinnerung‘ (Anamnese) bewirkt es die ‚Horizontverschmelzung‘ zwischen dem ‚Schon‘ des in Christus real gewordenen Heils und dem ‚Noch-nicht‘ der persönlichen Teilhabe am Geschenk Gottes“. Schließlich ist der Empfänger derjenige, der die Antwort auf die Verkündigung und seine Relevanz für das eigene Leben geben muss. Alle Elemente sind Teil der Dynamik des Kerygmas.
Die Loslösung von Glaubenssätzen und Wahrheiten von der personalen Ebene hat, so verschiedene Theologen des 20. Jahrhunderts, die Verkündigung erstarrt. Josef Andreas Jungmann, Karl Barth, Hugo Rahner und andere haben deshalb den Vorrang des Kerygmas vor Dogma und Theologie gefordert. Unter dem Schlagwort der Kerygmatik oder kerygmatischen Theologie ist dieses Postulat der Verkündigung im dialogischen Sinne bekannt. Vorrang haben die Lebensbezüge der Empfänger, in denen das Kerygma wirkt. Der inhaltliche Aspekt der Verkündigung muss sich der „zeitlich und örtlich jeweils unterschiedlichen Vermittlung“ notwendigerweise anpassen, um zur Geltung zu kommen.
In diesem Sinne wird der Begriff des Kerygmas auch in dem Apostolischen Schreiben Evangelii gaudium von Papst Franziskus verwendet. Nicht ein solides Glaubenswissen ist primär, sondern das ständige Vertiefen des Kerygmas, das „die erlösende Liebe Gottes“ wiederholt. Deshalb ist der Verkündiger der Botschaft aufgerufen „Nähe, Bereitschaft zum Dialog, Geduld, herzliches Entgegenkommen, das nicht verurteilt“ zu leben.
Die Verkündigung ist dabei nicht allein Aufgabe der kirchlich Beauftragten, sondern aller Christen.

## Das Kerygma bei Bultmann
In der Theologie Rudolf Bultmanns, die eine Entmythologisierung des Neuen Testaments anstrebt, wird der kerygmatische Jesus Christus im Unterschied zu einem historischen Jesus von Nazareth gesehen. In dieser Bedeutung ist der Begriff Kerygma nicht neutestamentlich belegt.